# Plaza de Mazarelos
La plaza de Mazarelos, conocida en siglos pasados como plaza de las Mazarelas o plaza del Instituto, es una plaza de la ciudad de Santiago de Compostela, en Galicia (España).
Es una plaza de tamaño «considerable», como señaló el profesor Celestino García-Braña, y en ella se encuentra la puerta o arco de Mazarelos, que antiguamente permitía entrar en Santiago de Compostela a los viajeros procedentes de Orense y es la única de las puertas de la muralla de Santiago de Compostela que ha llegado hasta nuestros días, ya que el resto de la misma fue derribada entre los siglos XVIII y XIX.

## Historia

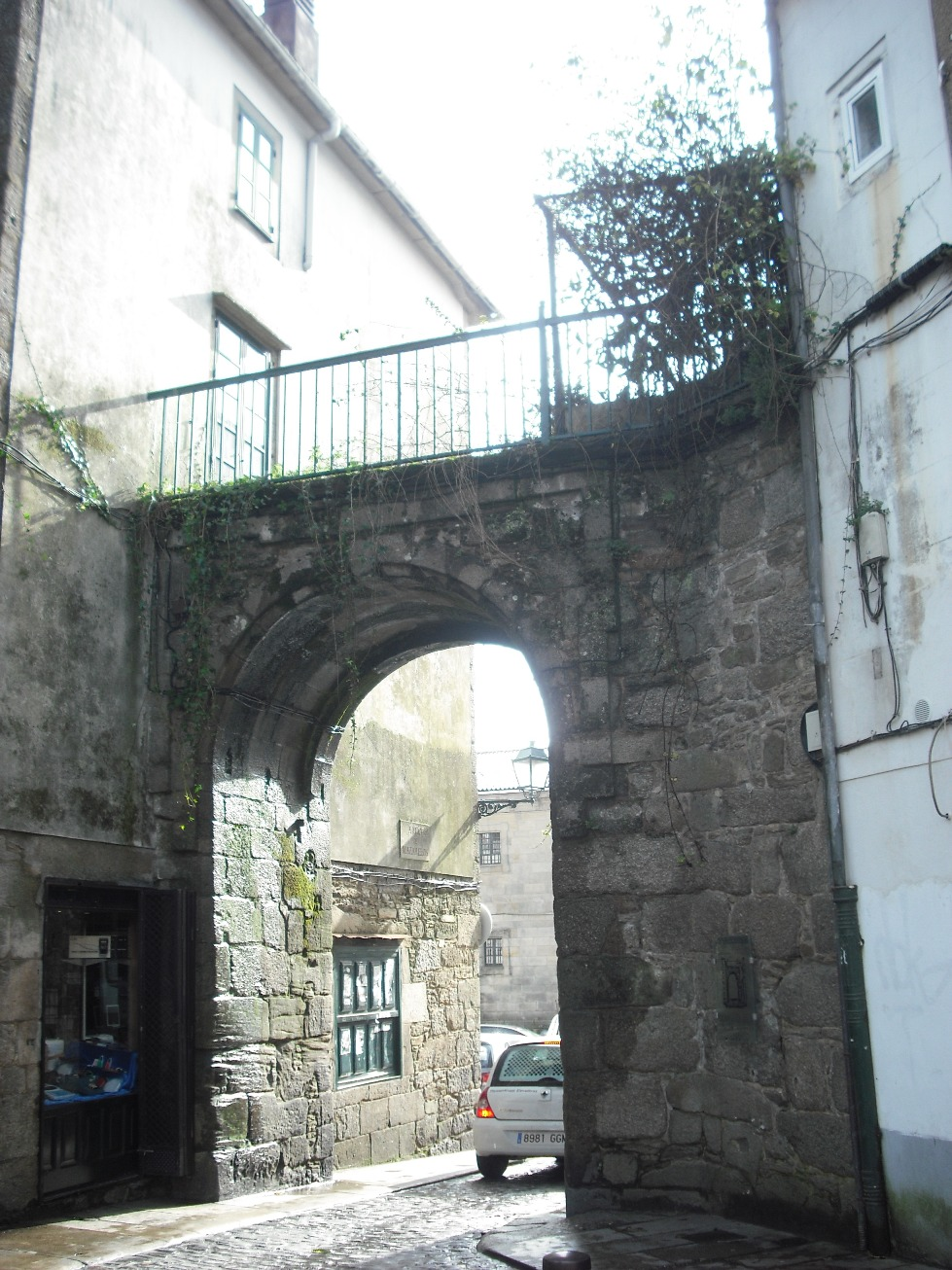
Arco de Mazarelos

En la Edad Media, los peregrinos que llegaban a Santiago de Compostela desde la ciudad de Mérida y por la Vía de la Plata entraban en Santiago por la puerta de Mazarelos, que era también el lugar por donde entraban los vinos del Ribeiro desde la ciudad de Orense, según consta en el capítulo IX del célebre Codex Calixtinus, citado por Miguel Etayo Gordejuela:

La ciudad de Compostela está situada entre dos ríos llamados Sar y Sarela. El Sar se encuentra al oriente entre el Monte del Gozo y la ciudad, y el Sarela al poniente. Las entradas y puertas de la ciudad son siete. La primera entrada se llama Puerta Francesa; la segunda, Puerta de la Peña; la tercera, Puerta de Sofrades; la cuarta, Puerta del Santo Peregrino; la quinta, Puerta Falguera, que conduce a Padrón; la sexta, Puerta de Susannis; y la séptima, Puerta de Mazarelos, por la que llega el precioso licor de Baco a la ciudad.

Hay constancia de que en la Edad Media varios cambistas de monedas vivían en la plaza, y también de que la puerta de Mazarelos era una de las más frecuentadas por transeúntes y transportistas de mercancías, ya que hasta ella llegaba el camino que unía Santiago de Compostela con Sar, y por ella llegaban a Santiago los cereales castellanos y los vinos del Ribeiro y del valle del Ulla.
En 1384 el arzobispo de Santiago de Compostela, Juan García Manrique, y el conde Pedro Enríquez de Castilla, que era nieto del rey Alfonso XI de Castilla y conde de Trastámara, Lemos y Sarria, iniciaron un pleito por la posesión de diversas propiedades entre las que figuraban unas casas en la plaza de las Mazarelas de Santiago, la fortaleza y el territorio de Castro de Montes y la torre de la Barreira, que era reclamada por ambos magnates junto con las tierras de esa zona. El pleito se intentó resolver ante la Real Audiencia, siendo los oidores en esos momentos el arzobispo de Toledo, Pedro Tenorio, el obispo de Oviedo, Gutierre de Toledo, y los doctores Álvar Martínez, Juan Alfonso y Pero Fernández. Y en la sentencia que se pronunció en Torrijos sobre el pleito el 17 de marzo de 1384 quedó establecido que el conde Pedro Enríquez debería devolver todas esas propiedades al arzobispo compostelano en un plazo de treinta días a contar desde la publicación de la sentencia, y abonar los costes del proceso, que ascendieron a mil trescientos cincuenta y nueve maravedís.
Pero a pesar de que en la sentencia emitida en Torrijos en 1384 había quedado establecido que todos esos bienes deberían ser devueltos al arzobispo compostelano por el conde de Trastámara, este último, que hasta 1383 fue también pertiguero mayor de Santiago, alegando diversos derechos y arguyendo «un pretexto detrás de otro», consiguió posponer la aplicación de la sentencia y retuvo todos esos bienes, ya que en el caso de las casas de la plaza de las Mazarelas alegaba que se habían realizado en ellas trabajos considerables a sus expensas, aunque admitió que las había tomado ilegalmente y por su «propia autoridad».

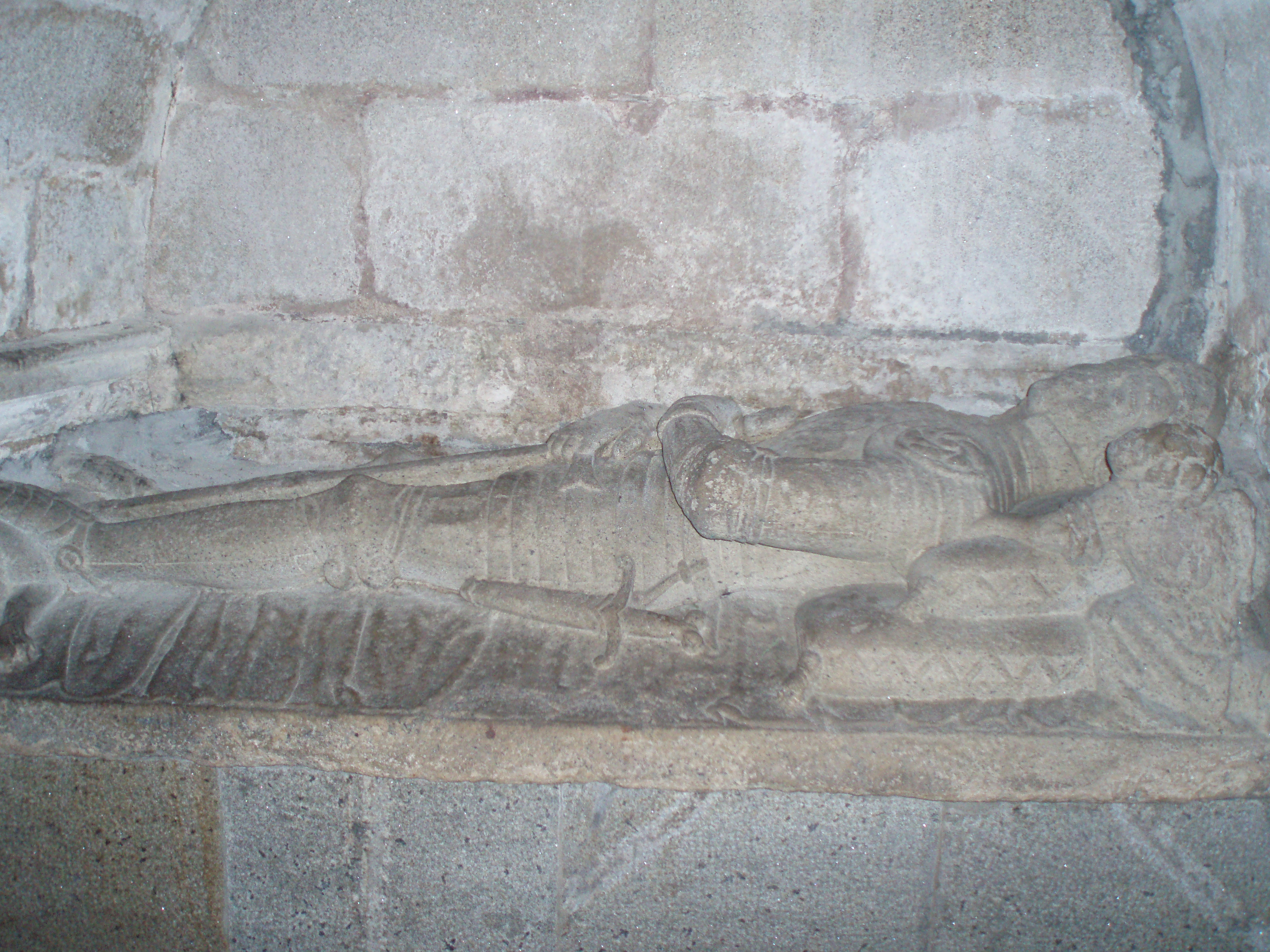
Sepulcro del conde Pedro Enríquez, iglesia de San Pedro de Lugo

Pero el 24 de noviembre de 1388, hallándose el arzobispo Juan García Manrique y el conde Pedro Enríquez en Medina del Campo, ambos acordaron someterse al veredicto que emitiera una comisión, a la que otorgaron amplios poderes, que estaba compuesta por Lope Gómez de Lira, Fernán Pérez de Andrade y Juan Rodríguez de Biedma, y quedó establecido que esta comisión o tribunal tendría potestad para hacer cumplir el veredicto que se estableciera acerca del destino de esos bienes y para sancionar con una multa de 10.000 doblas de oro castellanas al arzobispo o al conde en caso de que alguno de ellos no se sometiera al veredicto establecido.
Y el 10 de diciembre de 1388, en Medina del Campo, los miembros de la comisión antes mencionada sentenciaron que el conde de Trastámara jamás había tenido «derecho alguno» sobre las casas de la plaza de las Mazarelas, por lo que fue obligado a devolverlas al arzobispo junto con otras propiedades y a conseguir que su esposa, la condesa Isabel de Castro, aceptara la sentencia y se comprometiera a respetarla en el futuro. Sin embargo, la sentencia no fue totalmente desfavorable para el conde, ya que para evitar que en el futuro se produjeran «discordias et contiendas et debates» quedó establecido que el arzobispo entregaría al conde en dos plazos consecutivos 300 marcos de plata en concepto de las sumas que el conde había invertido en esas propiedades y otros 30.000 maravedís «de la moneda vieja» por lo que había gastado en las casas de la plaza de las Mazarelas.
En un plano de 1595 de la ciudad de Santiago de Compostela, que se conserva en el Archivo General de Simancas, la plaza de Mazarelos está presente y constituye, al igual que otras plazas y edificios destacados de la ciudad, un «referente» de esta, y de ello se deriva el que el nombre de la plaza halla llegado hasta nuestros días.

## Edificios

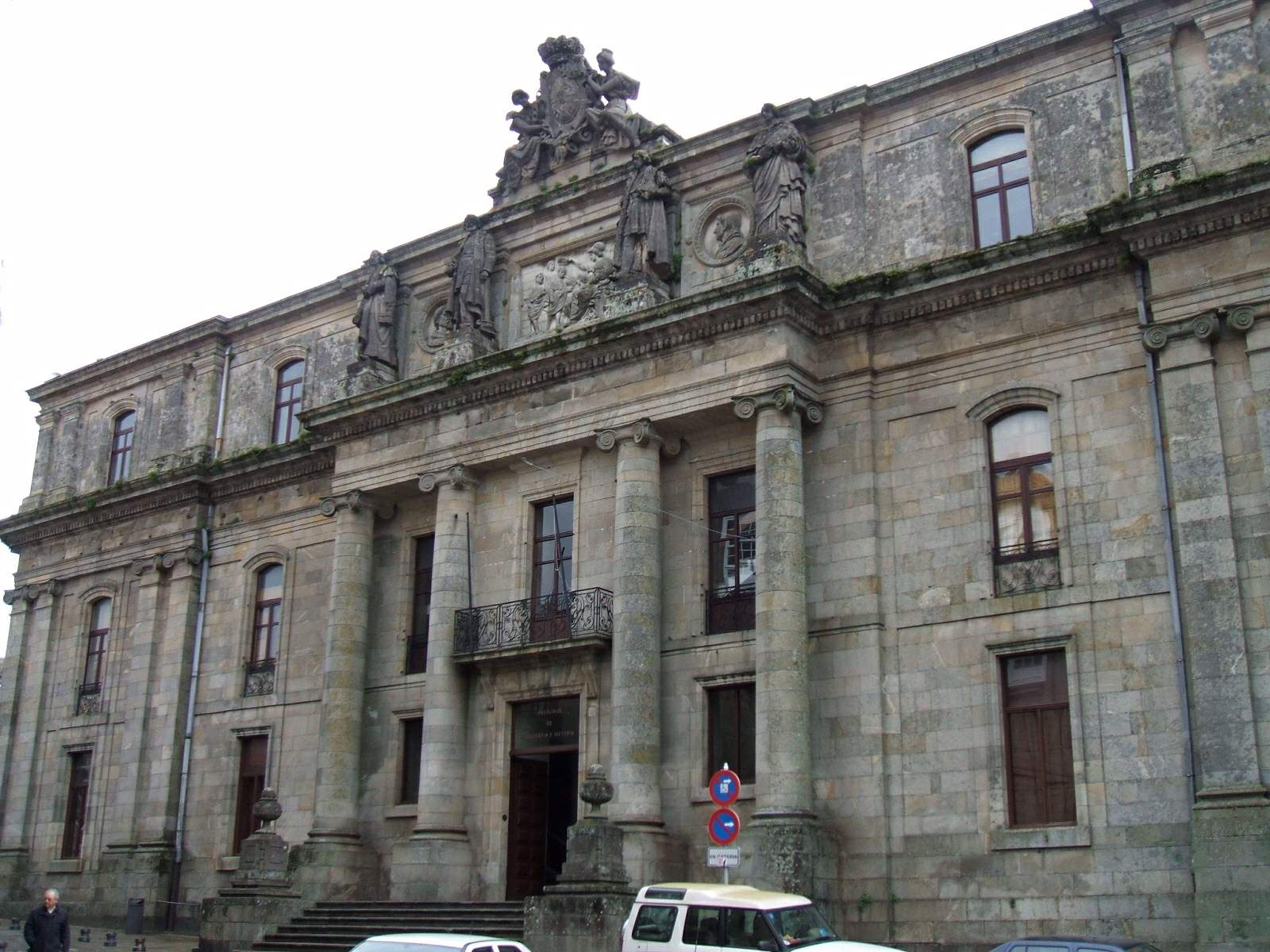
Facultad de Geografía e Historia

En la plaza de Mazarelos, también llamada de la Universidad, se encuentran los siguientes edificios: 
- Facultad de Geografía e Historia. Antes el edificio estuvo ocupado por la Facultad de Derecho.
- Facultad de Filosofía (antes de Filología). Fue construida por el arquitecto gallego Simón Rodríguez en el siglo XVIII.
- Iglesia de la Universidad, conocida también como iglesia de los Jesuitas. Alberga un retablo barroco del siglo XVIII construido por el arquitecto Simón Rodríguez, y en la actualidad es un centro de exposiciones de la Compañía de Jesús.
- Pazo de Mazarelos. En la actualidad alberga la Secretaria de Turismo de la Junta de Galicia.

Enfrente de la facultad se encuentra la estatua del político y jurista Eugenio Montero Rios, que en el año 2006 fue devuelta a su emplazamiento original, la plaza del Obradoiro, aunque posteriormente fue trasladada de nuevo a la plaza de Mazarelos, donde se encuentra en la actualidad.